# Surat, Puy-de-Dôme

Surat este o comună în departamentul Puy-de-Dôme, Franța. În 1 ianuarie 2022 avea o populație de 611 de locuitori.